# سفارة المغرب في الكويت
سفارة المغرب في الكويت هي أرفع تمثيل دبلوماسي لدولة المغرب لدى الكويت. تقع السفارة بحي اليرموك، بلوك رقم 2، شارع رقم 2، جادة رقم 3، فيلا رقم 14 مدينة الكويت العاصمة وهي تهدف لتعزيز المصالح المغربية في الكويت.
علي ابن عيسى هو السفير الحالي منذ 14 ديسمبر 2021.

## سفراء المغرب بالكويت
| الإسم              | المنصب                 | بداية الفترة    | تقديم أوراق الإعتماد | نهاية الفترة   | ملوك المغرب              | أمراء الكويت                                        |
| ------------------ | ---------------------- | --------------- | -------------------- | -------------- | ------------------------ | --------------------------------------------------- |
| عبد اللطيف العراقي | سفير                   | 26 سبتمبر 1966  |                      |                | الحسن الثاني             | صباح السالم الصباح                                  |
| أحمد بن المليح‘    | سفير                   | 1972            | 5 يناير 1972         | 1977           | الحسن الثاني             | صباح السالم الصباح                                  |
|                    |                        |                 |                      |                | الحسن الثاني             | جابر الثالث الأحمد الصباح                           |
|                    |                        |                 |                      |                | الحسن الثاني             |                                                     |
| ادريس الكتاني      | سفير                   | 5 نونبر 1996    | 10 ديسمبر 1996       | 11 سبتمبر 2001 | الحسن الثاني/محمد السادس |                                                     |
| المكى كوان         | سفير                   | 5 يناير 2001    | 23 أكتوبر 2001       |                | محمد السادس              |                                                     |
| محمد بلعيش‘        | سفير                   | 10 يناير 2006   | 6 مارس 2006          | 2011           | محمد السادس              | صباح الرابع الأحمد الصباح                           |
| يحيى بناني         |                        | 6 ديسمبر 2011‘  |                      | سبتمبر 2013‘   | محمد السادس              | صباح الرابع الأحمد الصباح                           |
| المهدي الرامي      | قائم بالأعمال بالنيابة | 2014            |                      | 2016           | محمد السادس              | صباح الرابع الأحمد الصباح                           |
| جعفر حكيم علج‘     | سفير                   | 13 أكتوبر 2016‘ | 17 نونبر 2016        | 14 ديسمبر 2021 | محمد السادس              | صباح الرابع الأحمد الصباح/نواف الأحمد الجابر الصباح |
| علي ابن عيسى       | سفير                   | 14 ديسمبر 2021‘ | 7 يناير 2022         |                | محمد السادس              | نواف الأحمد الجابر الصباح                           |

## المغاربة المقيمين في الكويت
بلغ عدد المغاربة المقيمين في الكويت 3.931 شخصًا تم إحصاؤهم وفقًا لنتائج احصائية صادرة عن الإدارة العامة للهجرة الذي تم إجراؤه في الكويت عام 2014.
بلغ عدد المغاربة المقيمين في الكويت 5.469 شخصًا بحسب الإحصائيات الرسمية لوزارة الشؤون الخارجية والتعاون الدولي لسنة 2018.